# 황새냉이
황새냉이(학명: Cardamine flexuosa, 영어: wavy bittercress 또는 wood bittercress)는 다소 습기가 있는 곳에서 자라는 두해살이풀이다. 주로 논·밭이나 길가에서 흔히 볼 수 있으며, 한국 각지에 분포하고 있다.

## 특징
줄기의 높이는 15-30cm 가량이다. 줄기는 아랫부분에서 많은 가지가 갈라지며, 갈라지는 부분은 보통 암자색을 띠고 있다. 잎은 몇 개의 작은잎으로 구성되어 있는 겹잎으로 어긋나며 잔털이 있다. 작은잎은 아래쪽의 잎에 7~17개이나 위로 올라갈수록 줄어들고, 크기는 가장 위의 것이 크다. 4-5월경이 되면 줄기 끝에 송이꽃차례(총상화서)로 흰색의 작은 십자화가 10여 송이 달린다. 꽃받침은 4개이고, 수술은 4개는 길고 2개는 짧은 네긴수술이다.
꽃이 지면 2cm 내외의 원기둥 모양 열매가 달린다. 열매는 털이 없고 길쭉하며 익으면 두 조각이 뒤로 말리면서 씨가 튀어나온다.
어린 순은 나물로 먹는다.